# Jezioro Starachowickie
Jezioro Starachowickie (Zalew Pasternik) – sztuczny zbiornik wodny znajdujący się na 98,4 km rzeki Kamiennej, w zachodniej części miasta Starachowice, w bezpośrednim sąsiedztwie dworców PKP i PKS. Został wybudowany w 1920 r., ma powierzchnię 52,3 ha, lustro wody zajmuje około 42 ha. Podzielony jest groblą na dwie części: rekreacyjną i ujęciową. W roku 1996 zakończono eksploatację zbiornika jako rezerwuaru wód przemysłowych, ograniczona została jego funkcja retencyjna.
Ze względu na bogatą szatę roślinną oraz liczne gatunki ptactwa wodnego Rada Miejska w Starachowicach uchwałą z dnia 24 października 2005 roku ustanowiła na części zbiornika o powierzchni 12,6 ha użytek ekologiczny podlegający ochronie prawnej.
Wody rzeki Kamiennej, jak i zbiornika Starachowice nie mieszczą się w żadnej z trzech klas czystości wód powierzchniowych.